# Basilica di San Vincenzo in Prato
La basilica di San Vincenzo in Prato (nome originario paleocristiano basilica virginum) è un luogo di culto cattolico di Milano situato in via Daniele Crespi, non lontano dalla Darsena di Porta Ticinese. È una delle basiliche paleocristiane di Milano. 
Si tratta dell'unica chiesa milanese che conservi un autentico stile paleocristiano del primo tipo canonico, simbolo della semplicità; per l'assenza di sovrapposizioni di altri stili, è una sorta di catalogo delle componenti architettoniche paleocristiane. Può anche dare l'idea di come fosse la prima antica Basilica vetus, perché ha similitudini di forme, proporzioni ed aspetti stilistici.

## Storia
Fu costruita sul luogo di un tempio romano eretto sulla Via Gallica e forse dedicato a Giove o un oratorio che si trovava al centro di una necropoli romana, di cui alcuni reperti sono murati sul fianco sinistro esterno della chiesa. Alcuni di questi reperti sono databili al periodo longobardo.
Secondo la tradizione, la prima più antica chiesa fu fondata nel 770 dal re longobardo Desiderio, il quale la dedicò alla Vergine. Poi mutò dedicazione in San Vincenzo, perché furono trovate le sue spoglie, conservate in urna nella cripta, assieme a quelle di San Quirino e Nicomede, trovate nell'859 (anno della prima consacrazione della chiesa), e di Sant'Abbondio trovate nel 1000. L'epiteto “in Prato”, fu acquisito perché sita nel podere detto Prata, di proprietà del vescovo Odelperto, che nel gennaio dell'806 lo concesse ad Arigauso, abate del monastero di Sant'Ambrogio, in virtù dei suoi servigi, a patto che tornasse nelle mani della curia milanese alla sua morte.
Nell'806 fu aggiunto alla chiesa un monastero benedettino, e tra il IX e XI secolo, i monaci ricostruirono la chiesa ormai cadente, ma sullo stesso impianto ed aspetto.
Nel 1520 il monastero fu soppresso e nel 1598 la chiesa fu restaurata ed adibita a parrocchia.
Nel 1797, in seguito alle leggi napoleoniche e come molti templi italiani, la chiesa fu sconsacrata per essere adibita a magazzino militare, stalla e caserma; nell'Ottocento fu adibita a fabbrica di prodotti chimici e, curiosamente, il campanile era usato come ciminiera.
Finalmente, nel 1880-90, su sollecitazione delle Commissioni cittadine facenti capo all'Accademia di belle arti di Brera, l'architetto Gaetano Landriani, responsabile dei restauri alla vicina Basilica di sant'Ambrogio, la restaurò conferendole l'aspetto attuale e la ripristinò al culto ponendola sotto il territorio della parrocchia di sant'Ambrogio. In questo restauro, che comportò la ricostruzione dell'abside di destra, la chiesa venne ornata da decorazioni neopaelocristiane opera del pittore Attilio Nicora. 
Nella seconda metà del secolo XX una successione di interventi degli architetti milanesi Vito e Gustavo Latis ha lavorato sulle pavimentazioni (1962), sul tetto (1973), ha realizzato la riforma degli altari a seguito del Concilio vaticano II con l'eliminazione di alcuni dei rifacimenti ottocenteschi "in stile" tra cui gran parte delle decorazioni pittoriche e gli amboni e balaustre in cemento, nonché la ricollocazione come pala d'altare della quattrocentesca "Madonna del pianto" (1972-78), ha realizzato l'inserimento delle nuove vetrate su disegno di Marta Latis (1980-88), il restauro della cripta (1989).

## Descrizione

### Architettura

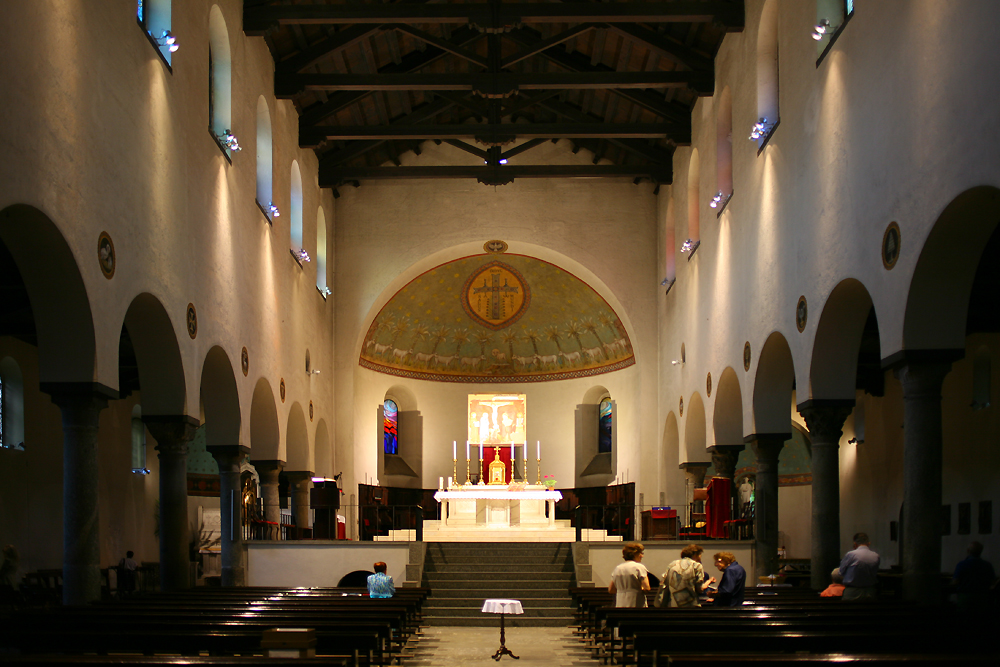
Interno

Questa piccola basilica paleocristiana in mattoni a vista e che misura 40 per 20 metri circa, è sopravvissuta con l'originale struttura perché a ogni restauro non fu mai modificata sostanzialmente ed è l'unica che rimane a testimoniare il più antico aspetto della cristianità milanese.
Sull'altare maggiore è visibile un bell'affresco della Crocifissione del XV secolo detto la Madonna del pianto proveniente dalla vicina demolita chiesa di San Calocero e attribuito alla scuola degli Zavattari. Nella navatella di destra è collocato un frammento di affresco sempre proveniente da S. Calocero, la Madonna dell'aiuto; nella navatella sinistra una colonna romana che sosteneva fino al 1885 la prima campata dell'arcata sinistra. La cripta (nella quale riposa il corpo di San Quirino Martire) è, assieme alla cripta di San Giovanni in Conca, l'unica cripta romanica originale rimasta a Milano.
Il battistero ottagonale che si trova all'esterno, sulla sinistra, è opera dell'architetto Paolo Mezzanotte e venne aggiunto nel 1932 con la benedizione del cardinale Schuster: la Pietra santa qui contenuta e facente parte del fonte battesimale, proviene dalla Chiesa di San Nazaro in Pietrasanta, demolita nel 1889 per lasciare spazio alla nuova Via Dante.
Le tre semplici porte in rame sbalzato sono dello scultore Geminiano Cibau.

### Organi a canne

#### Organo maggiore
Sulla cantoria in controfacciata, si trova l'organo a canne Mascioni opus 1146 costruito nel 1998 riutilizzando la cassa e parte del materiale fonico del precedente organo Bernasconi del 1897.
Lo strumento e a trasmissione mista, meccanica per i manuali e il pedale, elettrica per i registri e le combinazioni, ed ha due tastiere di 58 note ciascuna ed una pedaliera di 30 note.

#### Organo corale
Nell'abside, dietro l'altare maggiore, si trova un secondo organo a canne, costruito dalla ditta Mascheroni. Lo strumento, a trasmissione integralmente meccanica, ha un'unica tastiera di 51 note ed una pedaliera dritta di 12 note.

## Galleria d'immagini

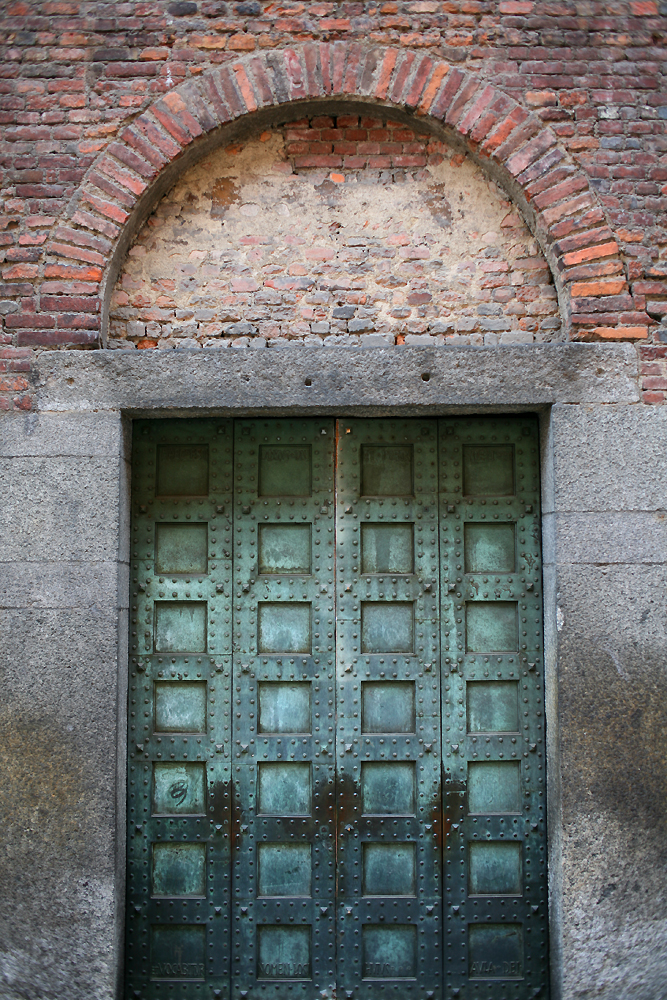
Il portale in rame di Geminiano Cibau
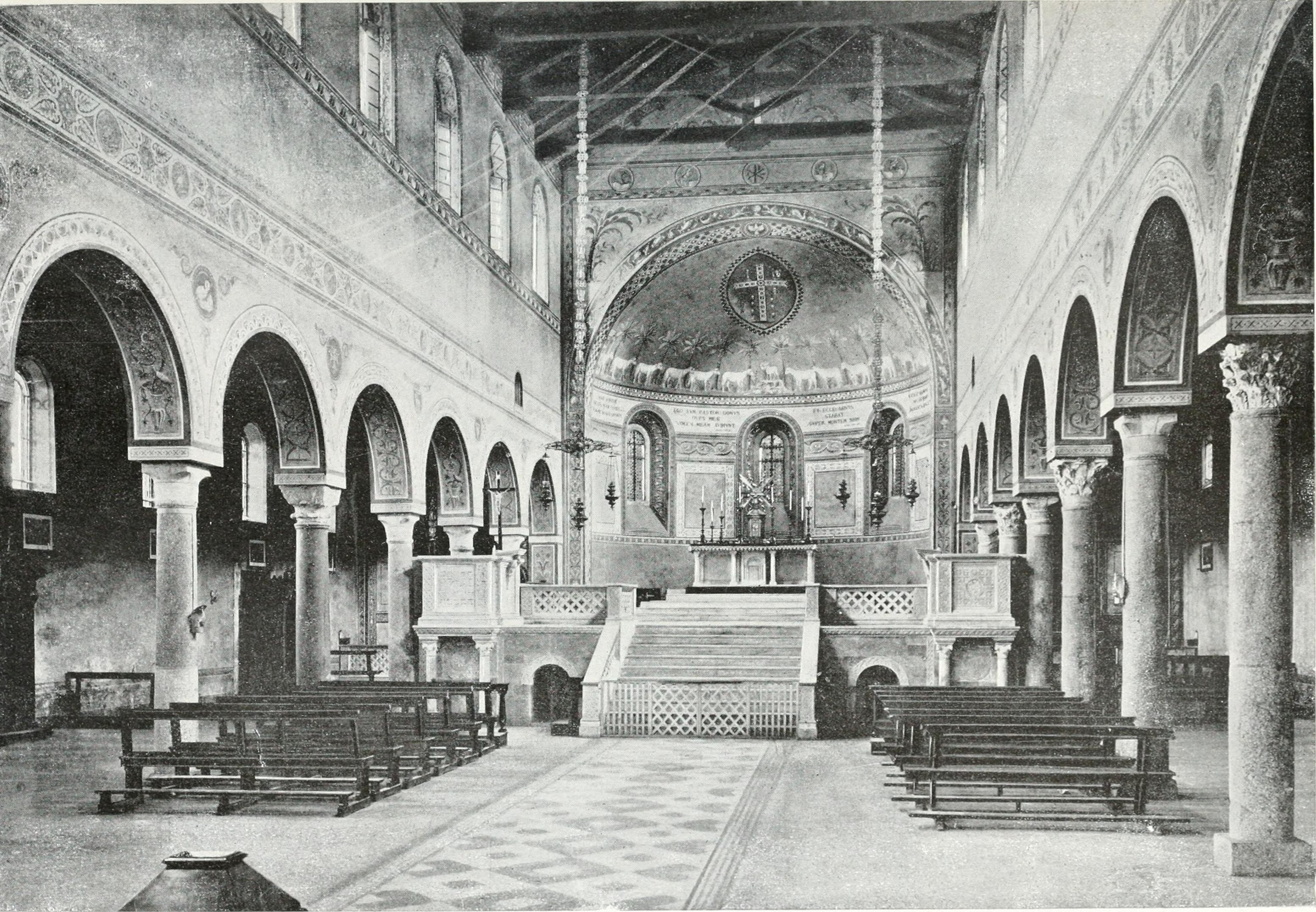
L'interno nel 1906
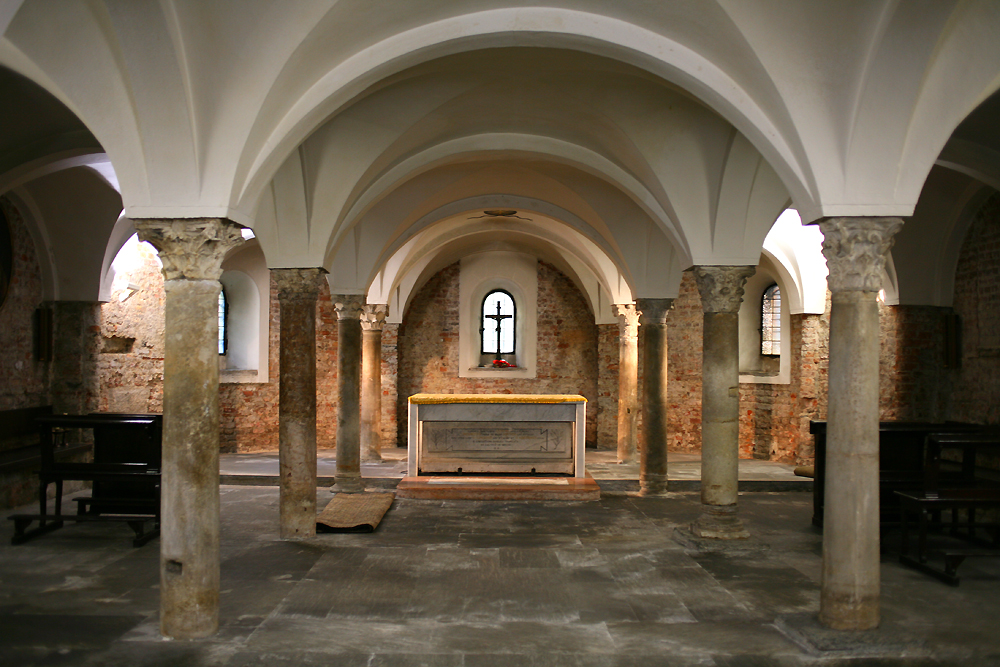
La cripta
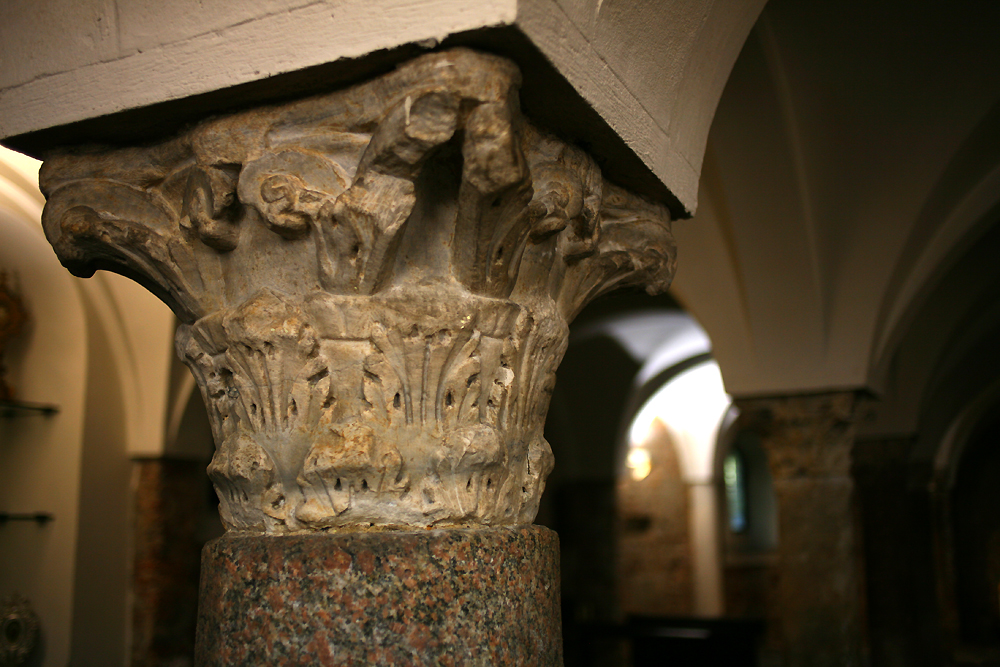
Capitello della cripta
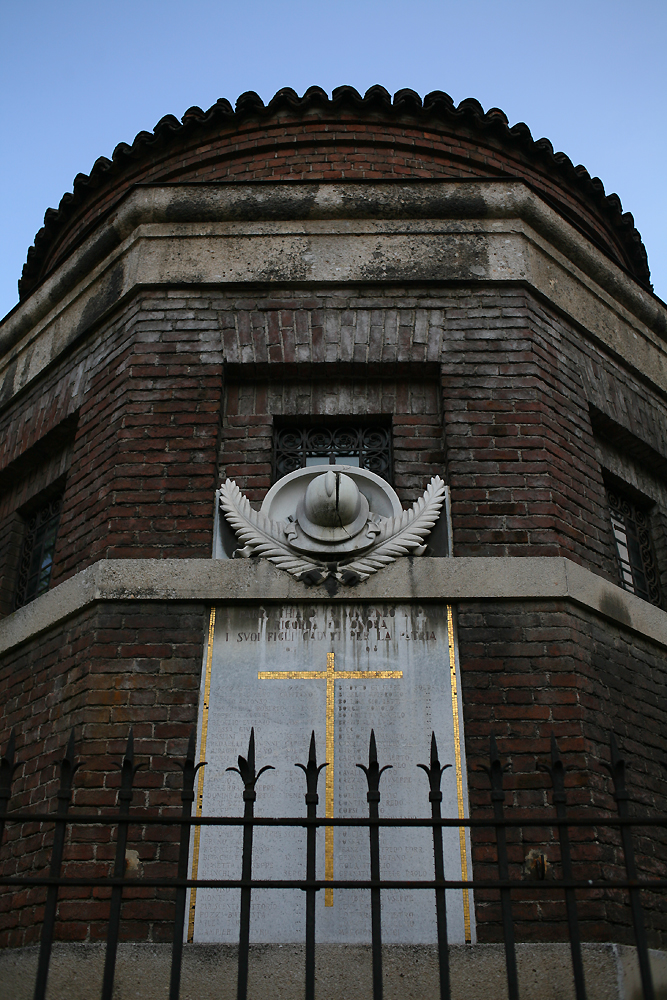
Esterno del battistero con dedica ai caduti della Grande Guerra
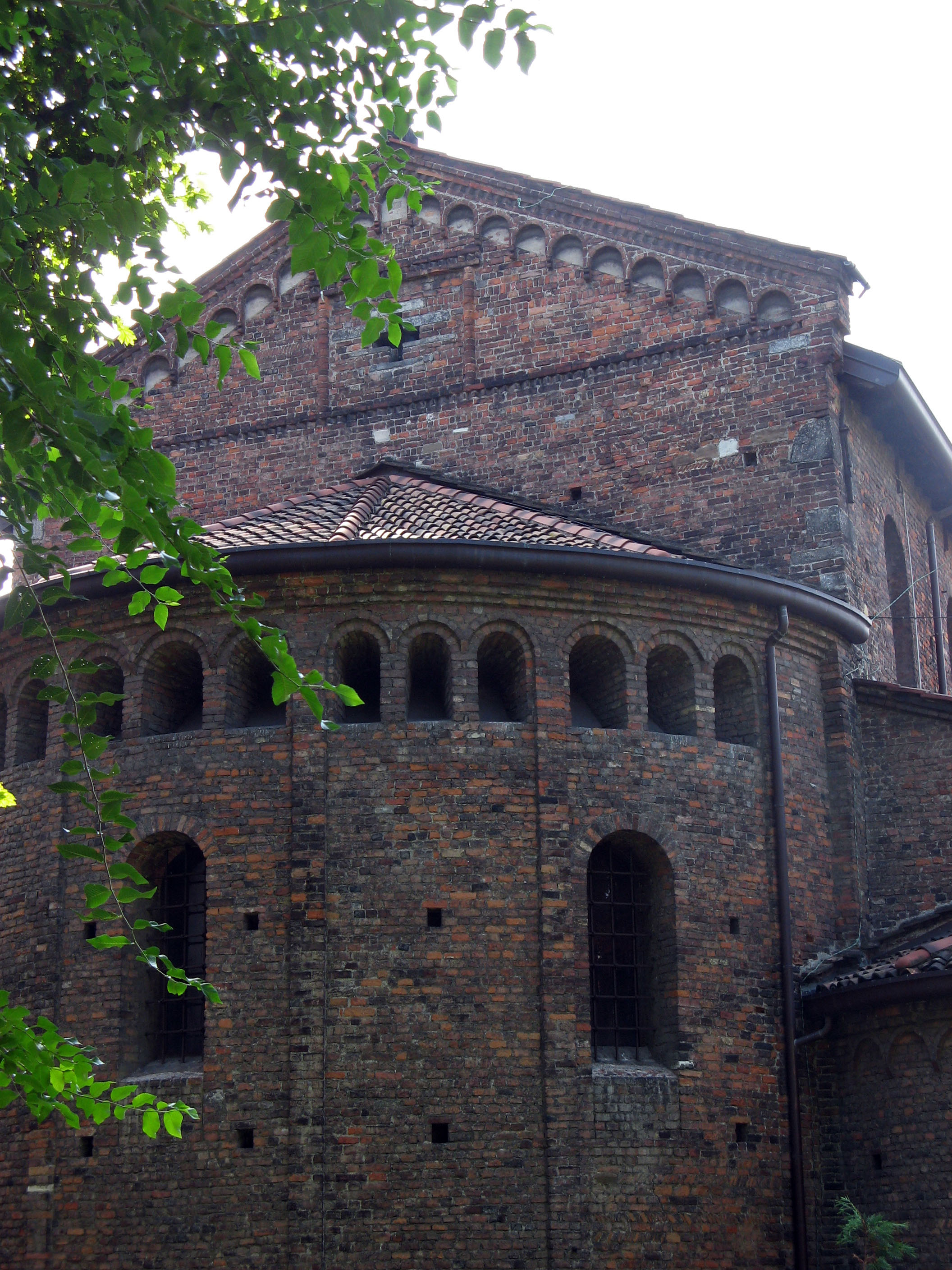
Esterno dell'abside
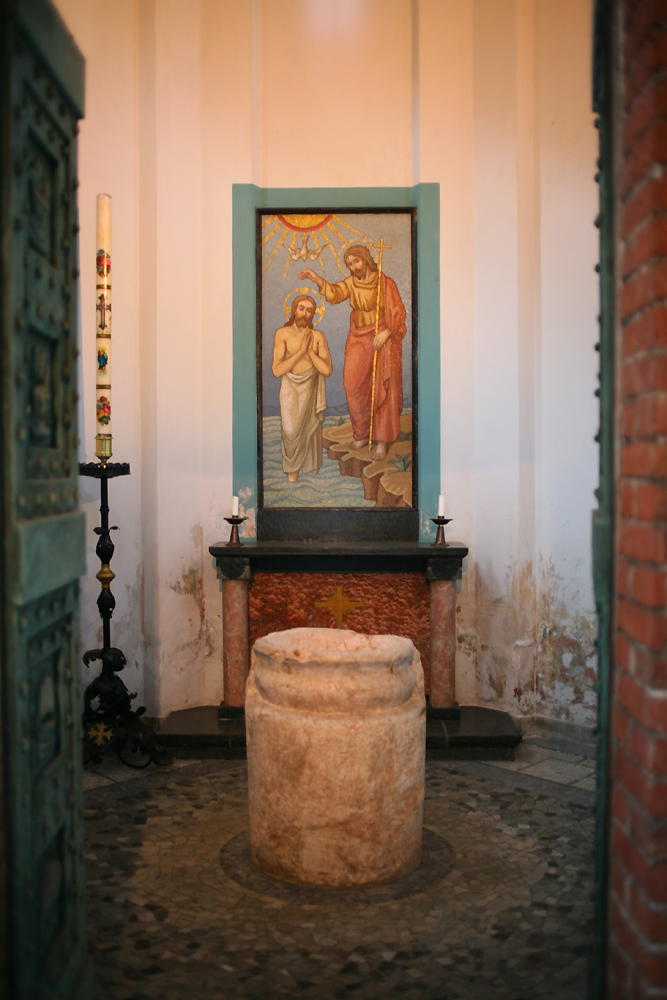
La pietra santa proveniente da San Nazaro in Pietrasanta